# Municipio de Nuevo Urecho
El municipio de Nuevo Urecho es uno de los 113 municipios en que se encuentra dividido el estado mexicano de Michoacán. Su cabecera es Nuevo Urecho, y su distancia a la capital del estado es de 130 kilómetros. 

## Geografía
Nuevo Urecho se localiza a una altitud promedio de 700 metros sobre el nivel del mar y su superficie es de aproximadamente de 331 km². Forma parte de la región socioeconómica X-Infiernillo, junto con los municipios de Ario, Gabriel Zamora, La Huacana, Múgica y Churumuco.
Colinda al norte con el municipio de Taretan, al sur con La Huacana, al este con Ario y al oeste con el municipio de Gabriel Zamora.
Según la clasificación climática de Köppen el clima de Nuevo Urecho corresponde a la categoría Cwa, (subtropical con invierno seco y verano cálido), y temperaturas que oscilan entre los 14.1 °C y 35.5 °C.

## Demografía
Cuenta con 9027 habitantes, lo que representa un incremento promedio de 0.94 % anual en el período 2010-2020 sobre la base de los 8240 habitantes registrados en el censo anterior. Ocupa una superficie de 330.4 km², lo que determina al año 2020 una densidad de 27,32 hab/km².
| Gráfica de evolución demográfica de Municipio de Nuevo Urecho entre 2000 y 2020 |
|                                                                                 |
| Fuente: Instituto Nacional de Estadística Geografía e Informática               |

La población del municipio está mayoritariamente alfabetizada (14.05 % de personas analfabetas al año 2020) con un grado de escolarización en torno de los 5.6 años. Al 2020, el 0.56 % de la población se reconoce como indígena.
En el año 2010 estaba clasificado como un municipio de grado bajo de vulnerabilidad social, con el 33.07 % de su población en situación de pobreza extrema.

### Localidades
En el censo de 2020 el municipio de Nuevo Urecho contaba con 36 localidades.
| Código INEGI      | Localidad         | Población (2020) |
| ----------------- | ----------------- | ---------------- |
| 160590001         | Nuevo Urecho      | 1 459            |
| 160590008         | La Ibérica        | 1 421            |
| Otras localidades | Otras localidades | 6 147            |
| Total municipal   | Total municipal   | 9 027            |

## Economía
Las principales actividades económicas del municipio son el comercio minorista y los servicios vinculados al alojamiento temporal y la elaboración de alimentos y bebidas.